# Caja de Crédito Agrario
La Caja de Crédito Agrícola fue una entidad de fomento y crédito agrario estatal chilena, creada el 11 de agosto de 1926. Dejó de existir en 1953, al fusionarse junto con otras instituciones financieras públicas similares en el Banco del Estado de Chile.

## Historia
Creada según los términos de la Ley N° 4.074 del 26 de julio de 1926 como sociedad anónima de propiedad mayoritaria de la Caja de Crédito Hipotecario. Fue creada como una institución de fomento de la producción agropecuaria.

Artículo 1.o La Caja de Crédito Hipotecario podrá emitir letras con garantía de los vales de prenda autorizados por la ley número 3,896, de 28 de Noviembre de 1922, sobre Almacenes Generales de Depósito.

Asimismo, podrá emitir letras de crédito con garantía de préstamos sobre prenda agraria, constituídos en conformidad a la ley.
Ley N° 4.074

Por el DFL N° 221 de 1932 se organiza como entidad autónoma y relacionada con el Estado por medio del Ministerio de Agricultura. Su propiedad y capital pertenecía mayoritariamente al fisco. Sus utilidades líquidas pasaban a ser parte de los fondos de reserva. Por la Ley N° 8.143 del 11 de agosto de 1945 dejó de ser una sociedad anónima asumiendo el Fisco la totalidad de su propiedad.
El DFL 126 de 1953 lo fusionó con la Caja Nacional de Ahorros, la Caja de Crédito Hipotecario, y el Instituto de Crédito Industrial en el Banco del Estado.